# Warnockia
Warnockia là một chi thực vật có hoa trong họ Hoa môi (Lamiaceae).

## Loài
Chi Warnockia gồm các loài: